# Kamno
Kamno – wieś w Słowenii, w gminie Tolmin. W 2018 roku liczyła 231 mieszkańców.